# Kaple Panny Marie (Vernéřovice)
Kaple Panny Marie Pomocné (nyní známa též pod názvem Soulkostel) je bývalou poutní kaplí a nachází se na Horském hřbetu v katastru obce Vernéřovice v okrese Náchod. Náležela pod farnost Broumov, Náchodský vikariát, biskupství královéhradecké.

## Historie
V blízkosti kaple se nachází Mariánská studánka u které byly v roce 1878 postaveny lavice. V roce 1891 byla postavena malá dřevěná kaplička. Na místě dřevěné kaple byla 13. září 1892 zahájena stavba nového kostela. V roce 1898 byl na věž vyzdvižen posvěcený kříž. Staviteli byli August Teuber z Teplic nad Metují a Josef Schmidt z Broumova. Kostel byl vysvěcen až 15. srpna 1904 broumovským opatem Brunem Čtvrtečkem. Kostel Panny Marie Pomocné ve Vernéřovicích je v církevní terminologií kaplí Panny Marie Pomocné. Kaple byla postavena v novogotickém slohu. Obraz Vernéřovické Panny Marie Pomocné je uchován na vernéřovické faře.
Objekt byl v období po 2. světové válce značně zdevastován. Na začátku 21. století byl obcí prodán společnosti Strooikaasmusic, která započala s rekonstrukcí. Majitelé pro objekt používají název Soulkostel. V současné době kaple neslouží církevním účelům, ale konají se zde řady kulturních událostí, zejména hudební koncerty. Vystoupila zde již celá řada zahraničních i českých hudebníků, mezi jinými např. Jarboe, Jozef van Wissem, Savak, Insect Ark, Vypsaná fixa, Povodí Ohře, Please The Trees nebo Kalle. Skupina Vypsaná fixa zde na podzim 2016 nahrávala část svého osmého řadového alba Tady to někde je. Na podzim roku 2019 v místních prostorách skupina Houpací koně nahrála za účasti publika živé poloakustické album, které pojmenovala s odkazem na místo a datum nahrávání Soulkostel 8 11 2019.  V létě 2021 pobývala v Soulkostele německá kapela Flying Moon In Space, která zde nahrála své album Zwei, které vyšlo v červnu 2022.  Na podzim 2021 po společně pořádaném festivalu nahráli v prostorách kostela kolaborační album kapely Olaf Olafsonn and the Big Bad Trip z Česka a Bön z Polska. Vyšlo ještě téhož roku na podzim pod názvem Eclipse One. Další nahrávání se zde uskutečnilo v září 2023, kapela Severní nástupiště tu zaznamenala materiál na album Orel, netopýr a pes, které v roce 2024 vyšlo ve vydavatelství Silver Rocket.

## Architektura
Jednolodní zděná novogotická stavba ukončena polygonálním kněžištěm. Na epištolní straně (pravá strana) je přistavěna sakristie. Stěny lodi jsou zpevněny opěráky. Po obou stranách lodi jsou prolomena tři okna. Loď je ukončena sedlovou střechou kryta červenými taškami. Nad kněžištěm na střeše se nachází sanktusník. K průčelí je přistavěna čtyřboká hranolová věž zakončenou jehlancovou střechou. Okna zvonového patra byla opatřena dřevěnými žaluziemi.
Vnitřní vybavení tvořil hlavní oltář, dva boční oltáře, vyřezávaná kazatelna a dvě řady vyřezávaných lavic, varhany a nástěnné obrazy.

## Zvony
Dne 11. června 1899 byly slavnostně vysvěceny a zavěšeny do věže tři zvony, které byly pořízeny na náklady pana Josefa Volkeho z Křinic, slečny Barbary Heinzelové z Vernéřovic a zlatníka v Basileji, který se narodil ve Vernéřovicích, pana Augusta Peiskera. Největší zvon měl hmotnost 340 kg, druhý 170 kg a nejmenší 116 kg. Zvony byly ulity Zvonařstvím Hilzer z Wiener Neustadtu. Malý zvon nesl německý nápis HERR IST GOTT, HEILIG IST SEINE GERICHTIGKEIT, HEILIG IN EWIGKEIT (Pánem je Bůh, svatá je jeho spravedlnost, svatá až na věky).
V roce 1916 byly rekvírovány dva zvony. V roce 1944 byl rekvírován třetí zvon svatý Augustin.

## Okolí
V okolí kostela se nacházely prodejní boudy. Po druhé světové válce sloužily mysliveckému spolku a jako zázemí pionýrských táborů. U kaple vznikla křížová cesta.

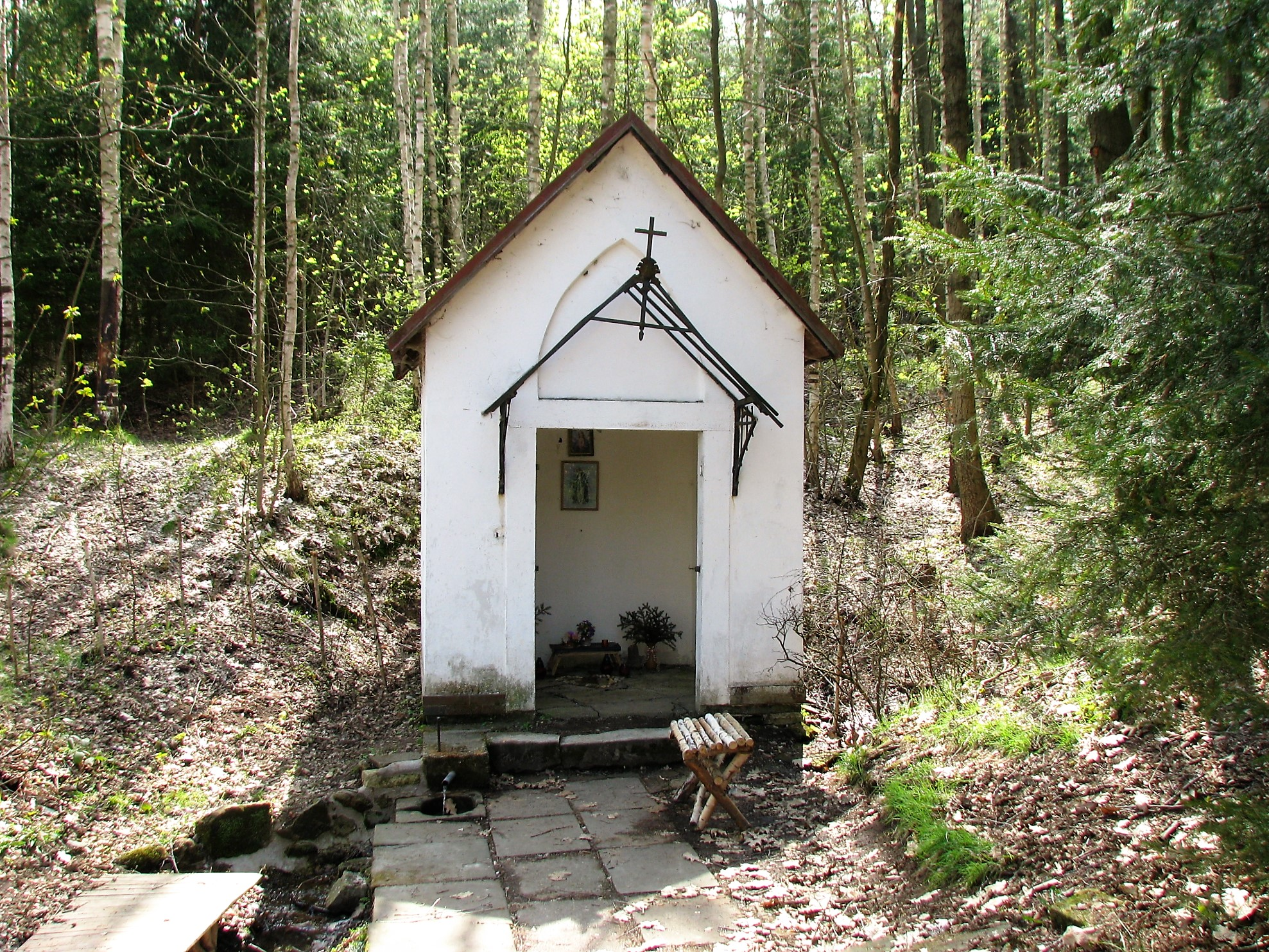
Jedna z dochovaných kapliček u Mariánské studánky

Po roce 1891 přibyly kaple Božího hrobu (Jeruzalémská), Kaple bolestného Krista v žaláři a Kaple Panny Marie Sedmibolestné. Z těchto kapliček zbyly jen dvě.
U kostela je turistický rozcestník pro:
- červenou turistickou trasu z Vernéřovic do Nového Města nad Metují
- žlutou turistickou trasu od Mariánské studánky do Zdoňova a dále na Křížový vrch

## Pověst
K Mariánské studánce se váže pověst o hraběnce, která měla slabý zrak a kolem šla se svým sluhou. Unavená si sedla ke studánce, aby se její vodou osvěžila. Otřela si vodou ze studánky obličej i oči. Při zpáteční cestě se jí zázračně vrátil zrak. Na znamení díků na místě nechala postavit kapli.